# Керу (ван Пекче)
Керу (кор. 개루왕, 蓋婁王, Gaeru-wang, Kaeru-wang; пом. 166) — корейський ван, четвертий правитель держави Пекче періоду Трьох держав.

## Походження
Відповідно до історичного рукопису Самгук Сагі Керу був сином і спадкоємцем вана Кіру. Зійшов на престол після смерті батька 128 року. Та ж праця зазначає, що він мав виважений і спокійний характер.

## Правління
132 року Керу заснував фортецю Букхансансеонг, що в сучасному місті Коян (провінція Кьонгі, Південна Корея). Завдяки тому укріпленню Пекче зуміли відбити численні атаки з боку своїх північних сусідів, держави Когурьо, а п'ятий ван Чхого зробив фортецю своєю базою під час північного походу. Відносини Пекче з південно-східним сусідом, державою Сілла, майже впродовж всього правління Керу були мирними, втім 145 року міністр Сілли на ім'я Кілсон після невдалої спроби державного перевороту втік до Пекче. Там Керу надав йому притулок попри письмову вимогу з боку правителя Сілли щодо повернення повсталого міністра. Після того війська Сілли атакували кордони Пекче, й почалась війна за гори Собек.
В рукописі Самгук Сагі зафіксовано такі основні події періоду правління Керу:

влітку 131 року ван вирушив на полювання до гори Хан;
навесні 132 року було зведено фортецю (Букхансансеонг);
восени 137 року Марс увійшов до сузір'я Південного ковша;
в останній день першого місяця 145 року відбулось сонячне затемнення. На початку зими того ж року почався конфлікт з Сіллою.
Ван Керу помер 166 року. Самгук Сагі також свідчить, що старший син Керу, Чхого, став п'ятим правителем Пекче, а його другий син, Кой, — восьмим ваном Пекче. Це свідчить про боротьбу за владу між нащадками Керу й певну політичну нестабільність у державі.